# Italo Celoro
Italo Celoro (Castellammare di Stabia, 19 febbraio 1941 – Napoli, 22 maggio 2010) è stato un attore di teatro e cinema italiano.

## Biografia
Detto "'o prufessore", anche per i suoi trascorsi nell'insegnamento, è stato responsabile e guida artistica della "cooperativa teatrale C.A.T.", attiva fin dal 1968 nella sua città natale. Tra i suoi ruoli più significativi nel cinema quello nel film di Paolo Sorrentino L'uomo in più, nel quale interpretava l'allenatore che striglia duramente la sua squadra durante l'intervallo di una partita.
Nell'estate del 2009 partecipa a Padroni di barche, commedia in due atti di Raffaele Viviani, per la regia di Armando Pugliese. Dopo la sua morte, a causa di una grave malattia avvenuta nel 2010, la direzione della cooperativa è passata ai figli, che hanno a lui dedicato la rassegna estiva teatrale tenutasi alle Nuove Terme di Castellammare di Stabia.

## Filmografia
- Café Express, regia di Nanni Loy (1980)
- Mi manda Picone, regia di Nanni Loy (1984)
- Se lo scopre Gargiulo, regia di Elvio Porta (1988)
- Scugnizzi, regia di Nanni Loy (1989)
- Io speriamo che me la cavo, regia di Lina Wertmüller (1992)
- Pacco, doppio pacco e contropaccotto, regia di Nanni Loy (1993)
- L'amore molesto, regia di Mario Martone (1995)
- Dio ci ha creato gratis, regia di Angelo Antonucci – miniserie TV (1998)
- L'uomo in più, regia di Paolo Sorrentino (2001)
- Luna rossa, regia di Antonio Capuano (2001)
- Fate e Transistor, regia di Giovanni Sole (2003)
- Pater familias, regia di Francesco Patierno (2003)
- Giuseppe Moscati - L'amore che guarisce, regia di Giacomo Campiotti – miniserie TV (2007)
- Gomorra, regia di Matteo Garrone (2008)